# You Broke Me First
You Broke Me First is een nummer van de Canadese zangeres Tate McRae uit 2020. Het is de eerste single van haar tweede EP Too Young to Be Sad.
"You Broke Me First" gaat over iemand in een relatie die niet om de ander geeft en een paar maanden later weer terug komt kruipen. "Het is dat gevoel dat je weet hoeveel ze voor je betekenden, maar dat je ze deze keer niet meer binnen laat", aldus McRae. McRae heeft dit zelf ook meegemaakt, en de tekst is daar dan ook op gebaseerd. Het nummer werd wereldwijd een grote hit en won ook aan populariteit door TikTok. In McRae's thuisland Canada bereikte het de 8e positie. Succesvoller was het in het Nederlandse taalgebied, met een 4e positie in zowel de Nederlandse Top 40 als de Vlaamse Ultratop 50.